# منطقة طبيعية

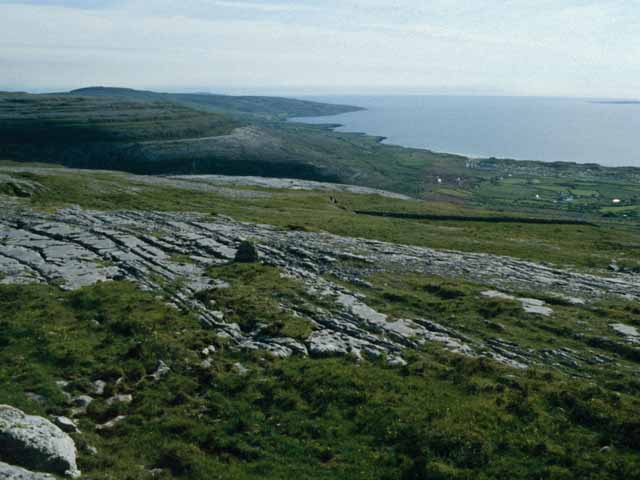
البورن، منطقة طبيعية واسعة في إيرلندا

المنطقة الطبيعية هي وحدة جغرافية أساسية. غالبا هي منطقة متميزة بسماتها الطبيعية المشتركة الجغرافية، الجيولوجية، و المناخية.
من نظرة علم البيئة، النباتات و الحيوانات الموجودة طبيعيا في المنطقة على الأرجح ستتأثر بعواملها الجغرافية و الجيولوجية، كالتربة، الموارد المائية، بطريقة هامة. و هكذا فأهم المناطق الطبيعية هي أنظمة بيئية متجانسة. التأثير البيئي يمكن أن يكون عاملا مهما في تشكيل مصير منطقة طبيعية معينة.

## استعمال المصطلح

خريطة تبين المناطق الطبيعية الخمسة في التشيلي بألوان مختلفة.

يمكن أن يشير مفهوم منطقة طبيعية لمجال صغير و معرف بشكل جيد، أو وحدة جغرافية أساسية واسعة، مثل منطقة التايغا الواسعة. المصطلح يمكن أن يستعمل أيضا بشكل عام، أو يشير لمنطقة معينة.
المصطلح مفيد بشكل خاص عندما لا تكون هناك منطقة أساسية مقابلة أو ذات حدود مشتركة. الفنس في إنجلترا الشرقية، المرتفعات التايلاندية، و بايي دو براي في نورماندي، كلها أمثلة على هذا. يمكن أن تشمل مناطق أخرى بمميزات جيولوجية معينة، كالأرض الرديئة، مثل بارديناس رياليس.